# Сей Зербо
Сей Зербо (фр. Saye Zerbo, 27 серпня 1932 — 19 вересня 2013) — державний та військовий діяч Верхньої Вольти (нині Буркіна-Фасо), президент і прем'єр-міністр у 1980–1982 роках, полковник.

## Біографія
Сей Зербо народився в мусульманській родині, у провінції Суру, на заході Верхньої Вольти. Освіту здобув у Малі та в Сенегалі (в місті Сен-Луї). Потім служив у французькій колоніальній армії, навчався у військовій академії Сен-Сір. У складі групи парашутистів брав участь у бойових діях у Індокитаї та в Алжирі. Після проголошення незалежності Верхньої Вольти вступив 1961 року до лав її збройних сил.
У 1974–1976 роках Зербо зайняв пост міністра закордонних справ в уряді президента Сангуле Ламізани. Потім командував столичним полком, керував військовою розвідкою. 1980 року Зербо усунув президента Ламізану й сам зайняв пости президента та прем'єр-міністра. Ухвалену 1977 року Конституцію Верхньої Вольти було ліквідовано, влада в країні перейшла до Військової ради. Проти правління Зербо особливо активно виступали профспілки Верхньої Вольти. 1982 року його було усунуто від влади й заарештовано Жаном Батістом Уедраого. 1983 Уедраого був, у свою чергу, усунутий Томасом Санкарою, а 1984 обидва колишніх президенти, Ламізана й Зербо, постали перед Народним трибуналом. Зербо був засуджений на 15 років в'язниці. Перебуваючи в ув'язненні, Зербо прийняв християнство. В серпні 1985 року був звільнений. Новий президент Буркіна-Фасо Блез Компаоре, який усунув від влади Санкару, наблизив до себе Сея Зербо.
Зербо отримував державну пенсію як колишній глава держави та полковник армії у відставці.